# Selecciones escolares
Selecciones escolares fue una colección de revistas enciclopédicas surgida a finales de la década de 1950 y editada por la editorial argentina Codex, como material de distracción, cultura general y apoyo escolar, que fue distribuida también a otros países de habla hispana.

## Trayectoria
La revista se empezó a publicar en el mes de agosto de 1959, como producto de la editorial Codex, que era una de las más importantes del mercado argentino en ese momento. Si bien la revista ya desde su nombre tenía la misiva de ser un material de apoyo escolar, logró amalgamar de manera amena la función educativa con la del entretenimiento, llegando a tener una gran influencia en la juventud del momento. Más allá de su contenido, la revista estaba editada en un formato innovador diferente a lo que se había conocido hasta ese año.
Codex se dedicaba desde 1944 a la edición de distintas enciclopedias, diccionarios y material biográfico con sucursales en otros países de América del Sur y España, aunque luego pasaría a ser puesta a la venta en 1978 tras pasar por la quiebra y la absorción por parte del estado. De esa manera, además de material de apoyo escolar, la revista ofrecía información sobre la realidad social, científica y tecnológica que contribuía a ampliar los conocimientos de los niños en un orden más abarcativo que el de las escuelas. Al respecto pueden mencionarse notas de difusión  como “Nuevos inventos para los niños”, que muestran las ventajas de un novedoso sistema de diapositivas ; “La conquista más grande del siglo” referida a la fusión que transforma el hidrógeno en helio y el posible aprovechamiento pacífico de la energía atómica o “El bisturí en el corazón” que versa sobre los adelantos de la cirugía cardiovascular entre otras.
Asimismo el contenido de la publicación es claro en cuanto al interés por hacer un aporte socializador que incluyese referencias a pautas de comportamiento, normas y valores, propios de la sociedad occidental de los 50s y 60s tales como el respeto y amor a los padres, el ser útil a la sociedad, la defensa del bien y la verdad, la consideración para con los animales, la unión familiar o el honrar a los prohombres, que surgen de modelos explícitos o implícitos a través de notas y comentarios.
Estaba dirigida por Nicolás Juan Gibelli, y se presentaba a sí misma como “Revista mensual de divulgación y actualidades para la juventud” alcanzando su primera tirada comercial los 120.000 ejemplares de 80 páginas.
Las ilustraciones de las tapas estaban a cargo del artista Cozzi Athos y consistían en forma de humor ejemplificador.
Desde 1959 hasta 1960 la revista se publica de manera mensual, pasando durante el segundo año y hasta 1964 a publicarse en forma quincenal en un formato de 13 cm de ancho por 19 de alta, modificándose tanto su formato como su periodicidad a partir del 23 de marzo de ese año, donde su edición pasa a ser semanal y en un formato de 24,5 por 31 cm.

### Secciones de la revista
Si bien la revista contó con diferentes artículos a lo largo de todas sus ediciones, había secciones fijas que se mantenían número a número.
- "Selematch"
- "Efemérides del mes"
- "¿Lo sabías?"
- "Para enseñar a leer al hermanito"
- ¡Cuidado con la ortografía!
- "¡Cuidado! ¡Peligro!"
- "Crónica de animales"
- “Yapeyú...Hip...Hip...¡Ra !”
- "Inglés práctico" [9]
- "Aquí está Barbablanca"

### Tebeos dentro de la revista
Además de la tira educativa de "Inglés práctico" protagonizada por los personajes de Lancky and Shorty, la revista contaba con historietas de aventuras entre las que destacan las de los personajes Santos Leiva, un gaucho argentino aventurero que viaja alrededor del mundo, dibujada por Raul Roux y un joven Ricardo Villagrán sin acreditar, como también El capitán Samarang, Bajo el Wigwan, Morfeo y La caza del oso, entre otras.